# Trøllanes
Trøllanes [ˈtɹœdlaneːs] és un petit poble de l'illa de Kalsoy, a les illes Fèroe. Tenia una població de 14 habitants el 2021 i administrativament pertany al municipi de Klaksvík.
Trøllanes es menciona por primer cop al cadastre de 1584. Aquell any només hi havia dues granges. Al segle xviii hi havia quatre residències, i al segle XX n'hi havia cinc. El poble va formar part del municipi de Mikladalur fins a l'any 2005. L'1 de gener de 2005, el municipi de Mikladalur es va fusionar amb el de Klaksvík. Fins que no es va innaugurar el 1985 el Trøllanestunnilin, un túnel de 2248 metres de llarg que connecta Trøllanes amb Mikladalur, el poble estava aïllat, ja que era difícil accedir-hi tant des de terra com des del mar.
Des de Trøllanes pots arribar a l'extrem nord de Kalsoy, on hi ha un far. Des d'aquí hi ha una vista única de Kunoy amb el Kunoyarnakkur i, més enllà de Viðoy amb el Cap Enniberg. El mont Nestindar (788 m), situat al sud de Trøllanes, és el punt més alt de l'illa de Kalsoy.
El transbordador "Sam" navega des de Klaksvík a Syðradalur varis cops al dia, des d'on es pot agafar un autobús fins a Trøllanes.

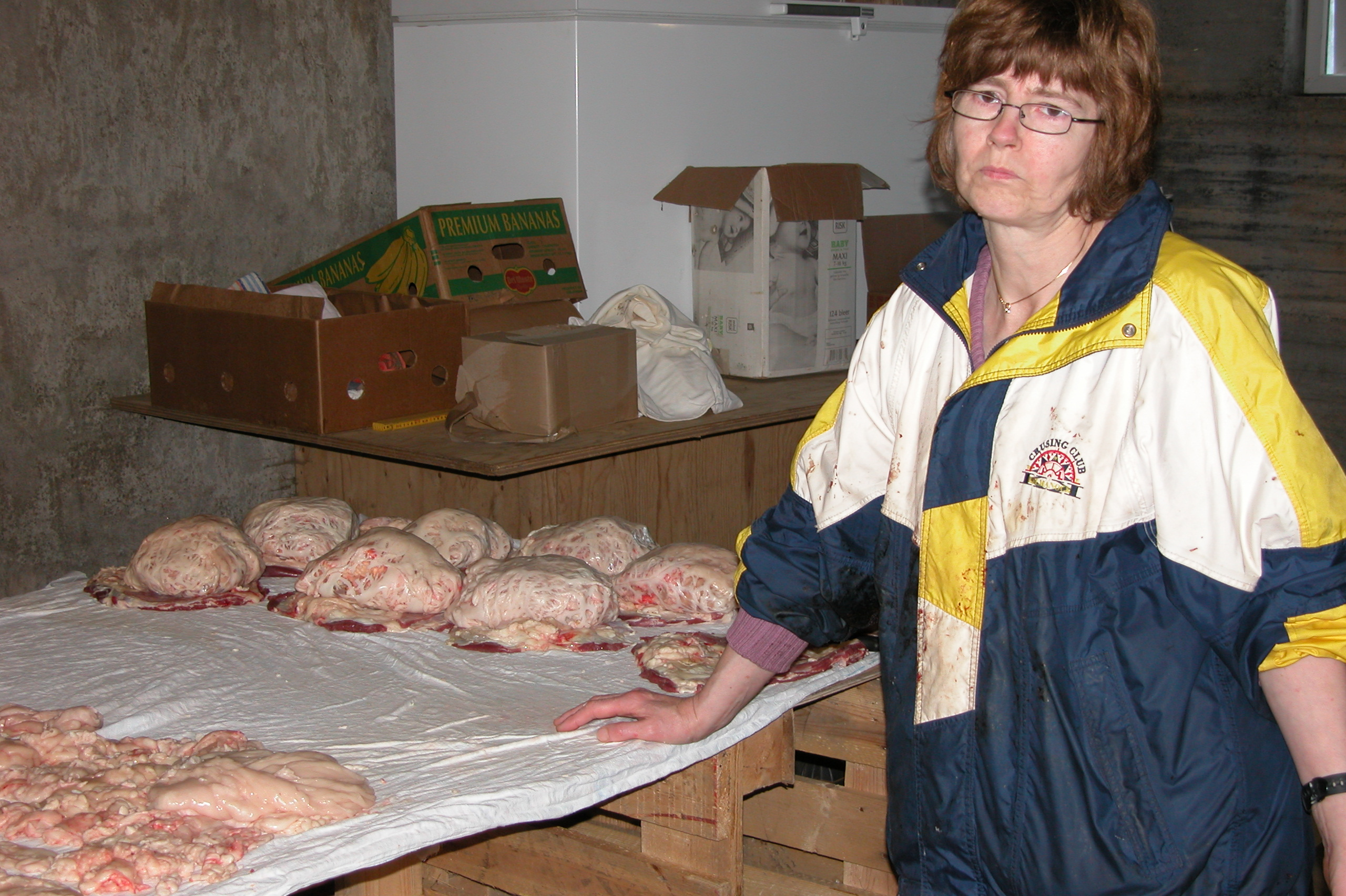
Producció de Garnatálg a Trøllanes.

A Trøllanes encara s'hi fa l'antiga especialitat gastronòmica feroesa anomenada Garnatálg. Es tracta d'una bola de carn intestinal de xai que es deixa assecar. El Garnatálg es talla a rodanxes, es fregeix en una paella i es menja com a complement de les restes de peix (peix assecat a l'aire).
El nom del poble significa "península del troll". La tradició diu que antigament els trolls que vivien a les muntanyes del voltant visitaven el poble cada any el dia de la Dotzena nit. A causa d'això els vilatans havien de fugir i buscar refugi al veí poble de Mikladalur. Tanmateix, un any hi va haver una dona gran i malalta que no va poder desplaçar-se al poble del costat, i es va amagar sota la taula del saló de casa seva quan van arribar els trolls. Els monstres van ballar i fer festa, i van fer tant de soroll que la vella esporuguida va acabar cridant el nom de Crist. Quan els trolls van sentir el nom sagrat, van aturar la festa i van maleir a la vella. Van marxar del poble i no hi han tornat mai més. Quan els vilatans van tornar a l'endemà, esperaven trobar la vella morta, però estava viva i va poder explicar-los els esdeveniments de la nit.